# Breviarium Ottoniense
Breviarium Ottoniense er en af de første kendte trykte bøger i Danmark (og Norden). Trykningen af det kirkelige ritualværk på latin blev udført på foranledning af biskoppen i Odense, Karl Rønnov, der hentede bogtrykkeren Johan Snell fra Lübeck til Odense, hvor han i 1482 lod breviaret for Odense Stift trykke. Bogens sider er efter trykningen blevet dekoreret med bemaling i form af blå og rød farve, lavet efter datidens metode ved at blande mønje med henholdsvis azorit og zinnober.
Undersøgelser af papiret i breviariet har vist, at det indeholder papir fra både Frankrig, Italien, Holland og Burgund. De mange forskellige typer papir skyldes både, at papir var forholdsvist sjældent, og at man på tidspunktet for bogens trykning blot anvendte det forhåndenværende papir og ikke lagde speciel vægt på hvilket papir, der blev anvendt. De mange papirtyper og sammenfald i vandmærker fundet i papiret underbygger desuden en antagelse om, at Johan Snell samtidig med breviariet også trykte en anden bog, nemlig bogen om tyrkernes belejring af øen Rhodos i år 1480. Breviarium Ottoniense indeholder således 118 vandmærker fordelt på 17 forskellige typer. 4 af disse vandmærker er identiske med vandmærker i Rhodos-bogen.
Det originale breviarium kan i dag findes på Det Kongelige Bibliotek, dog i en udgave hvor der mangler flere sider forskellige steder i bogen. Eksemplaret på Det Kongelige Bibliotek indeholder således 460 sider, men menes oprindeligt at have indeholdt 510 sider.